# Mehringdamm (metrostation)
Mehringdamm is een station van de metro van Berlijn, gelegen onder de gelijknamige straat in het Berlijnse stadsdeel Kreuzberg. Het metrostation werd geopend op 19 april 1924 als onderdeel van de Nord-Süd-Bahn en droeg oorspronkelijk de naam Belle-Alliance-Straße. Tegenwoordig is Mehringdamm een cross-platform-overstapstation voor de lijnen U6 en U7.

## Geschiedenis
Reeds voor de Eerste Wereldoorlog was onder de huidige Mehringdamm een splitsingsstation van de Nord-Süd-Bahn voorzien, maar de bouw begon pas in 1921. Nadat de eerste grootprofiellijn van Berlijn in 1923 was geopend tot Hallesches Tor, volgde op 19 april 1924 de zuidelijke verlenging naar Gneisenaustraße en kwam station Belle-Alliance-Straße in gebruik.
Het geplande splitsingsstation was uitgerust met twee perrons van elk 80 meter lang en drie sporen, één in zuidelijke en twee in noordelijke richting. In de sporen richting Gneisenaustraße bevindt zich ten zuiden van het station een zeer scherpe bocht die bovendien in een helling gelegen is en daardoor tot de meest kritiek punten in het Berlijnse metronet behoort. Het middelste spoor kwam pas in dienst op 14 februari 1926, toen de aftakking naar station Kreuzberg (nu Platz der Luftbrücke) geopend werd. De eerste jaren reden alle doorgaande treinen over de oostelijke tak richting Neukölln (de huidige U7); op de lijn naar Tempelhof bestond een pendeldienst tot Belle-Alliance-Straße. Later reden de treinen om en om over de lijnen CI (naar Neukölln) en CII (naar Tempelhof).

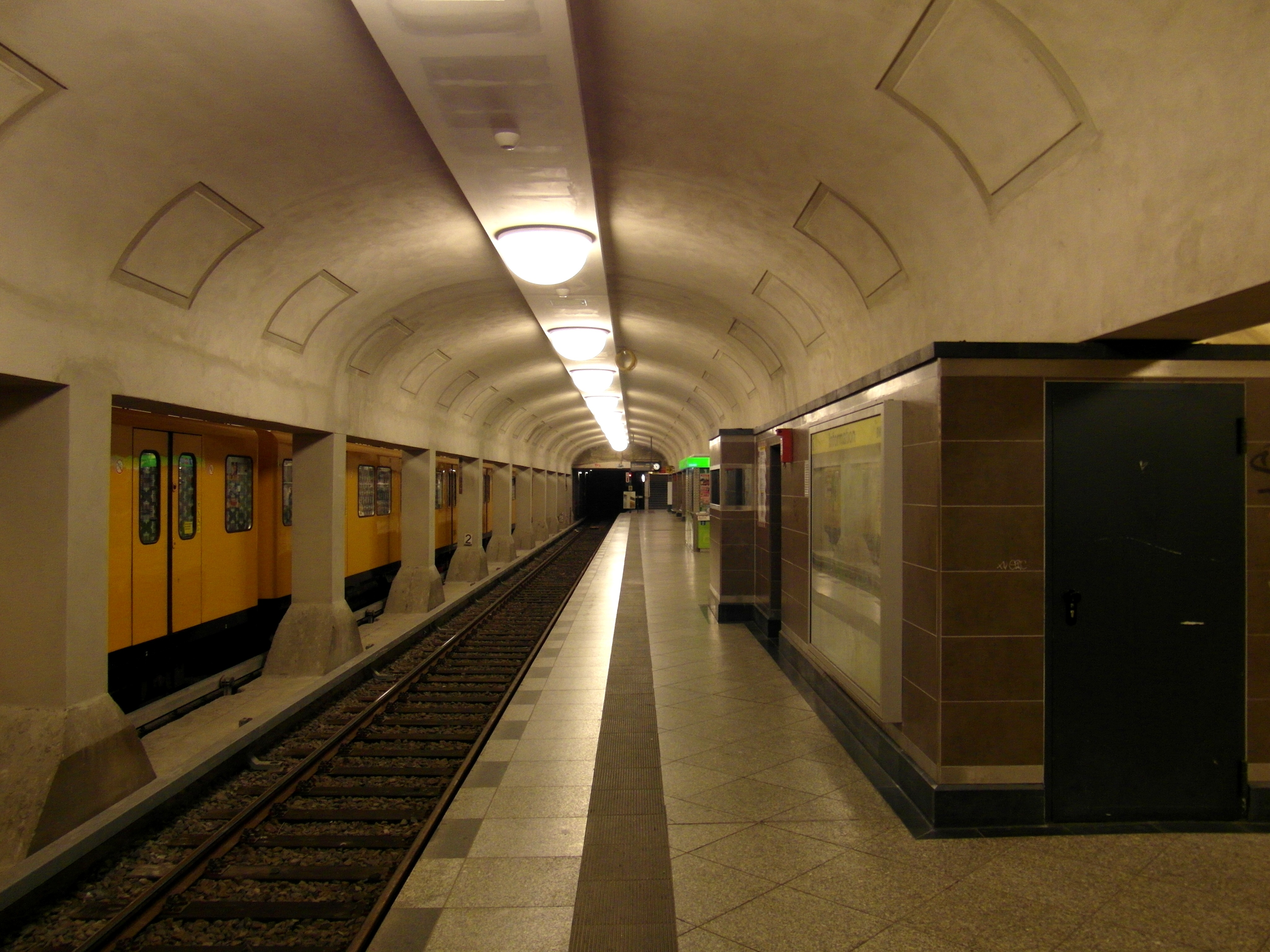
Éen perron

Architect Alfred Grenander schiep voor het station een drievoudig gewelfd plafond, dit in tegenstelling tot de andere stations op de Nord-Süd-Bahn, die alle een cassettedak kregen. De kenkleur van het metrostation was groen. De wanden werden gepleisterd, aangezien het stadsbestuur geen geld voor betegeling had. Ook de stalen steunpilaren tussen de sporen en op het oostelijke perron kregen een bekleding van pleister.
Bij een bombardement in het voorjaar van 1945 werd het station getroffen en werd een deel van het dak vernield. Op 23 april 1945 werd het metronet in zijn geheel stilgelegd, maar op 11 juni kon station Belle-Alliance-Straße weer in gebruik komen.
Op 27 februari 1946 werd het station naar aanleiding van de honderdste geboortedag van historicus, publicist en politicus Franz Mehring hernoemd tot Franz-Mehring-Straße. Ruim een jaar later, op 9 oktober 1947, werd de naam echter ingekort tot Mehringdamm.

### Ombouw
Reeds in de jaren 1930 bestonden er plannen om het station her in te richten en de tak naar Neukölln van lijn C af te splitsen. Een van de voorgestelde varianten behelste een verplaatsing naar het zuiden, om de bouw van een kruisingsstation mogelijk te maken. Na de Tweede Wereldoorlog besloot men echter het station met een spoor uit te breiden en de parallelle loop van de lijnen te handhaven. Als westelijk eindpunt voor de nieuwe lijn H (U7) koos men station Möckernbrücke.

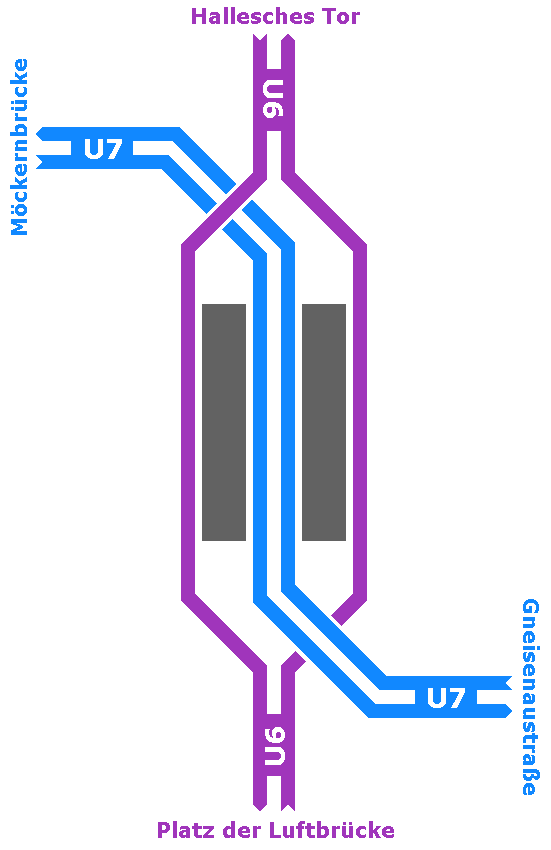
Huidige sporensituatie

In juli 1962 begonnen de werkzaamheden aan de korte westelijke verlenging van lijn H. De ombouw van station Mehringdamm startte in februari 1964. Het westelijke deel van het dak werd afgebroken om de perronhal te verbreden en in plaats van het oude zijperron een eilandperron aan te leggen. Gedurende de werkzaamheden ging het metroverkeer door. Het oostelijke perron bleef gehandhaafd, maar werd wel verlengd tot 110 meter, wat al sinds het einde van de jaren 1920 de standaard was in de Berlijnse metro. Het uiterlijk van het station veranderde onherkenbaar onder leiding van architect Rainer Rümmler, die later nog vele stations op de U7 zou ontwerpen. Het pleister op de wanden en zuilen werd vervangen door een bakstenen bekleding.
Twee dagen voor de opening van de verlengde lijn 7 werd station Mehringdamm gesloten om de sporen op de nieuwe situatie aan te passen. Op 28 februari 1966 kwam het overstapstation en gebruik. Sindsdien gebruikt de U7 de twee binnenste sporen en worden de buitenste sporen door de U6 bereden. Hierdoor bestaat in gelijke rijrichting een comfortable cross-platform-overstap, waarbij de dienstregeling bovendien zo is ingericht dat treinen op beide lijnen gelijktijdig aankomen en vertrekken wanneer er minder frequent gereden wordt.
In de jaren 1990 onderging station Mehringdamm een renovatie, waarbij onder andere de verlichting en de perronbestrating vervangen werden. Begin 2006 begon de inbouw van een liften op elk van beide perrons en van de stationshal naar de straat. De werkzaamheden waren eind 2008 gereed.